# Mistrzostwa Europy w Wioślarstwie 2010 – czwórka podwójna kobiet
Czwórka podwójna kobiet (W4x) – konkurencja rozgrywana podczas Mistrzostw Europy w Wioślarstwie 2010 w Montemor-o-Velho między 10 a 12 września.

## Harmonogram konkurencji
| Wydarzenie                  | Runda      |
| --------------------------- | ---------- |
| Piątek, 10 września 2010    | Eliminacje |
| Sobota, 11 września 2010    | Repasaże   |
| Niedziela, 12 września 2010 | Finał B    |
| Niedziela, 12 września 2010 | Finał A    |

## Medaliści
| Złoto                                                                                | Srebro                                                            | Brąz                                                                        |
| Ukraina · Kateryna Tarasenko · Ołena Buriak · Anastasija Kożenkowa · Jana Dementiewa | Niemcy · Britta Oppelt · Carina Bär · Tina Manker · Julia Richter | Szwajcaria · Regina Naunheim · Nora Fiechter · Katja Hauser · Martina Ernst |

## Wyniki

### Eliminacje
Reguła kwalifikacji: 1 → FA, 2.. → R

#### Eliminacje 1
| Miejsce | Zawodnik                                                                   | Kraj    | Czas    | Uwagi |
| ------- | -------------------------------------------------------------------------- | ------- | ------- | ----- |
| 1       | Kateryna Tarasenko Ołena Buriak Anastasija Kożenkowa Jana Dementiewa       | Ukraina | 6:26,20 | FA    |
| 2       | Agnieszka Kobus Karolina Gniadek Agata Gramatyka Natalia Madaj             | Polska  | 6:31,80 | R     |
| 3       | Elena Coletti Giada Colombo Laura Schiavone Elisabetta Sancassani          | Włochy  | 6:33,87 | R     |
| 4       | Inga Dudczenko Marija Ancyfierowa Jewgienija Gołubiewa Marija Krasilnikowa | Rosja   | 6:42,04 | R     |

#### Eliminacje 2
| Miejsce | Zawodnik                                                       | Kraj       | Czas    | Uwagi |
| ------- | -------------------------------------------------------------- | ---------- | ------- | ----- |
| 1       | Britta Oppelt Carina Bär Tina Manker Julia Richter             | Niemcy     | 6:27,79 | FA    |
| 2       | Regina Naunheim Nora Fiechter Katja Hauser Martina Ernst       | Szwajcaria | 6:34,39 | R     |
| 3       | Cristina Grigoraș Andreea Boghian Irina Dorneanu Cristina Ilie | Rumunia    | 6:43,98 | R     |
| 4       | Evelyn Tóth Krisztina Gyimes Katalin Szabó Beáta Sáska         | Węgry      | 6:44,89 | R     |

### Repasaże
Reguła kwalifikacji: 1-4 → FA, 5... → FB
| Miejsce | Zawodnik                                                                   | Kraj       | Czas    | Uwagi |
| ------- | -------------------------------------------------------------------------- | ---------- | ------- | ----- |
| 1       | Regina Naunheim Nora Fiechter Katja Hauser Martina Ernst                   | Szwajcaria | 6:44,15 | FA    |
| 2       | Agnieszka Kobus Karolina Gniadek Agata Gramatyka Natalia Madaj             | Polska     | 6:46,99 | FA    |
| 3       | Elena Coletti Giada Colombo Laura Schiavone Elisabetta Sancassani          | Włochy     | 6:47,30 | FA    |
| 4       | Inga Dudczenko Marija Ancyfierowa Jewgienija Gołubiewa Marija Krasilnikowa | Rosja      | 6:50,58 | FA    |
| 5       | Cristina Grigoraș Andreea Boghian Irina Dorneanu Cristina Ilie             | Rumunia    | 6:52,95 | FB    |
| 6       | Evelyn Tóth Krisztina Gyimes Katalin Szabó Beáta Sáska                     | Węgry      | 6:59,13 | FB    |

### Finał B
| Miejsce | Zawodnik                                                       | Kraj    | Czas    | Uwagi |
| ------- | -------------------------------------------------------------- | ------- | ------- | ----- |
| 1       | Cristina Grigoraș Andreea Boghian Irina Dorneanu Cristina Ilie | Rumunia | 6:46,00 |       |
| 2       | Evelyn Tóth Krisztina Gyimes Katalin Szabó Beáta Sáska         | Węgry   | 6:47,78 |       |

### Finał A
| Miejsce | Zawodnik                                                                   | Kraj       | Czas    | Uwagi |
| ------- | -------------------------------------------------------------------------- | ---------- | ------- | ----- |
|         | Kateryna Tarasenko Ołena Buriak Anastasija Kożenkowa Jana Dementiewa       | Ukraina    | 6:22,22 |       |
|         | Britta Oppelt Carina Bär Tina Manker Julia Richter                         | Niemcy     | 6:24,42 |       |
|         | Regina Naunheim Nora Fiechter Katja Hauser Martina Ernst                   | Szwajcaria | 6:28,69 |       |
| 4       | Agnieszka Kobus Karolina Gniadek Agata Gramatyka Natalia Madaj             | Polska     | 6:31,12 |       |
| 5       | Elena Coletti Giada Colombo Laura Schiavone Elisabetta Sancassani          | Włochy     | 6:34,75 |       |
| 6       | Inga Dudczenko Marija Ancyfierowa Jewgienija Gołubiewa Marija Krasilnikowa | Rosja      | 6:41,02 |       |